# Lothar Selke
Lothar Selke (* 14. Januar 1909 in  Königsberg i. Pr.; † 24. Januar 1980 in München) war ein deutscher Historiker und Journalist.

## Leben
Lothar Selke war Nachfahre Salzburger Exulanten und Enkel des Königsberger Oberbürgermeisters Karl Selke. Er besuchte die Potsdamer Kadettenanstalt. Nach dem Abitur im März 1929 studierte er Rechtswissenschaft, Volkswirtschaft, Zeitungswissenschaft und Geschichte an der Albertus-Universität Königsberg. Im Sommersemester 1929 wurde er Mitglied des Corps Littuania, das Gustav von Saltzwedel, der Bruder seiner Urgroßmutter, 100 Jahre zuvor gegründet hatte. Hochschulpolitisch engagiert, wurde er 1930 von den Königsberger Korporationsvertretern zum Vorsitzenden der Deutschen Studentenschaft der Albertus-Universität gewählt. Das Amt bekleidete er über mehrere Jahre. Mit einem zeitungswissenschaftlichen Thema promovierte er zum Dr. phil.
Im Zweiten Weltkrieg war er in der Rüstungsindustrie tätig, zunächst in Königsberg, dann in Berlin. Als Bonn 1949 Regierungssitz der neuerstandenen Bundesrepublik Deutschland wurde, war Selke dort Wirtschaftsjournalist und Mitglied der Bundespressekonferenz. Daneben war er Geschäftsführer vom Notverband vertriebener Hochschullehrer. 1950 erhielt er das Band von Albertina, Littuanias Nachfolgecorps in Hamburg.
Er übersiedelte 1954 nach München und wurde Mitgründer und geschäftsführendes Vorstandsmitglied des Deutschen Heimstättenwerks für Wissenschaftler und Künstler e. V. Er engagierte sich in der Forschungsgesellschaft für das Weltflüchtlingsproblem. In München war er MC bei Makaria, Littuanias Kartellcorps. Am Leben des Münchner Senioren-Convents nahm er regen Anteil. 1966 wurde er auch Mitglied des Corps Frankonia Brünn, das 1964 in Salzburg rekonstituiert hatte und seit 1968 in einem Patenschaftsverhältnis zum Münchner SC steht. Bis 1972 war Selke Vorstand von Frankonias Altherrenschaft. Das Corps verlieh ihm 1976 die Ehrenmitgliedschaft.
Beerdigt wurde Selke am 29. Januar 1980 auf dem Nordfriedhof (München).

## Werke
- mit Gertrud Krallert: Wohnheime und Wirkungsstätten für Wissenschaftler und Künstler. München 1961.
- Die Technische Hochschule zu Brünn und ihr Korporationswesen. Europa Ethnica 2 (1975), S. 50–82; auch postum: Einst und Jetzt, Bd. 44 (1999), S. 71–112.
- Geschichte des Corps Frankonia zu Salzburg, 1975.
- Die jetzt nicht mehr österreichischen Hochschulen der Monarchie und ihre Korporationen, Bd. 4. Wien 1978
- Zur Erinnerung an das 150jährige Bundesfest der Littuania 31. Januar 1829 bis 31. Januar 1979. München 1979.
- Littauer in der Paulskirche, 1979.
- Hohe Schulen als Erbe der Donaumonarchie. Beiträge zur österreichischen Studentengeschichte, Bd. 7. Wien 1981.